# Rimas Kurtinaitis
Rimas Kurtinaitis (Kaunas, 15 maggio 1960) è un ex cestista, allenatore di pallacanestro e politico lituano, fino al 1991 sovietico.

## Carriera
Il 2 agosto 2016 firma un contratto biennale con la Pallacanestro Cantù, ma viene esonerato il 30 novembre e sostituito dall'assistente Kyryll Bol'šakov, dopo cinque sconfitte di seguito.

## Palmarès

### Giocatore

#### Club
- Campionato sovietico: 4

CSKA Mosca: 1981-1982
Žalgiris Kaunas: 1984-1985, 1985-1986, 1986-1987
- Campionato spagnolo: 1

Real Madrid: 1993-94
- Campionato lituano: 1

Žalgiris Kaunas: 1995-96
- Coppa Intercontinentale: 1

Žalgiris Kaunas: 1986

#### Nazionale Sovietica
- Olimpiadi:

 Seoul 1988
- Mondiali:

 Spagna 1986
- Europei:

 Germania Ovest 1985
 Grecia 1987
 Jugoslavia 1989

#### Nazionale Lituana
- Olimpiadi:

 Barcellona 1992
 Atlanta 1996
- Europei:

 Grecia 1995

### Allenatore
- Campionato lituano: 2

Lietuvos rytas: 2008-09, 2009-10
- Lega Baltica: 1

Lietuvos rytas: 2008-09
- Eurocup: 3

Lietuvos rytas: 2008-09
Chimki: 2011-12, 2014-15
- VTB United League: 1

Chimki: 2010-11

#### Individuale
- VTB United League Coach of the Year: 1

Chimki: 2013-14